# Mandora (nástroj)
Mandora je loutna s altovým laděním. To během vývoje procházelo změnami. Někdy se tento středověký hudební nástroj označoval i jako mandola. Má o něco menší velikost než loutna a pravděpodobně je předchůdkyní maličké mandolíny.
Příbuzným středoevropské mandory je tradiční ukrajinský loutnový strunný nástroj podobný kytaře kobza.

## Mandolína
Mandolína je sopránový nástroj řazený mezi drnkací mandolové nástroje, mezi něž dále patří mandola a mandolóna. Ty v 16. a 17. století vznikly v Itálii z mandory a panduríny. Takto však o vzniku mandolíny jako důsledku vývoje loutny a mandory uvažují jen někteří badatelé. Podle jiných byla do jižní Evropy přivezena z Persie.
Název středověkého nástroje mandory se později přenesl na mandolu – zvětšenou  neapolskou  mandolínu  se  čtyřmi  dvojsborovými strunami, jež jsou naladěny o oktávu níže, než je ladění strun mandolíny. Mandola je jedním z nástrojů ve skupině mandolín určených pro hlubší polohy, vyvinutých z toho důvodu, že ladění původní mandolíny bylo diskantní. Dalšími těmito nástroji jsou: altová mandolína – ladění violy, mandolóncello – ladění violoncella, a mandolóna, mandolone (mandora, chitarrone), která má osm dvojsborových kovových strun.

## Mandora (galizona)
Klasicismus v hudbě vedl k řadě změn v obsazení hudebních nástrojů. Musely umět v celém svém rozsahu a ve všech tóninách zřetelně zahrát melodie i harmonické pasáže, čemuž loutna s mnoha sbory a laděním d-moll nevyhovovala. Hudebníci ve střední Evropě, kde tradice loutny žila nejdéle, se ale jejího tónu vzdát nechtěli. Z toho důvodu zde vznikla loutna se šesti sbory a kvartovým laděním s jednou tercií. Novému nástroji se říkalo mandora nebo galizona. Vzhledem k docela velké menzuře (okolo 70 cm) byl první sbor vypuštěn. Díky přidání basové struny znějící o kvartu níže na místo prvního sboru se tercie přesunula mezi druhý a třetí sbor. Takto je to i na dnešní kytaře. Výrazný a zřetelný tón opředených strun plně využívaných mandorou v basové poloze požadavkům hudebního klasicismu rovněž vyhovoval. Hra na nástroj se zjednodušila, a mandora se díky tomu a také díky jednodušší harmonické sazbě stala více dostupnou pro hudebníky z měšťanského prostředí.
Obvykle je mandora laděna s nejvyšší strunou d ́, což je o sekundu níže, než je ladění moderní kytary. Vznikla ale i basová verze naladěná o kvartu níže, jejíž nejvyšší strunou je a, s menzurou okolo 90 cm. Někdy se u basové mandory od zdvojených strun již upouštělo. Takový nástroj tím předjímal proměny proběhnuvší na konci 18. století u kytary. Stavba a používání mandory (galizony) se omezovaly na střední Evropu.
Oba nástroje ve svém hudebním lexikonu Clavis ad thesaurum magnæ artis musicæ (Klíč k pokladu velkého umění hudebního), který vyšel v Praze v roce 1701, podrobně popisuje Tomáš Baltazar Janovka (1669–1741). Jeho údaje jsou základním pramenným materiálem k loutnovým nástrojům. Tomáš Baltazar Janovka stejně jako anglický hudebník James Talbot (1665–1708) převzal část popisu nástroje s podobným názvem ale s odlišnou stavbou a původem, nazývaného colascione (třístrunný nástroj s malým tělem a s velmi dlouhým krkem). Colascione (calascione) je s galizonou chybně zaměňováno poměrně často. Ladění „Galizony neboli Colachonu“ je v Janovkově hesle uváděno stejné jako u Jamese Talbota. Na rozdíl od mandory bylo galizonu možné ostrunit sborově v unisonech a oktávách, a také jednoduchými strunami. Struny mandory, která je „o kvartu vyšší než galizona a ladí se podobně“, však byly taženy ve dvojicích. V době vydání lexikonu Clavis ad thesaurum stále ještě platilo rozlišení na menší mandory a větší galizony. Později se těchto termínů užívalo synonymně.
Nejstarší prameny se vztahem ke galizoně a mandoře podle předního mandorového badatele a hráče Pietra Prossera svědčí o tom, že nástroj zřejmě vznikl na Moravě nebo ve Slezsku. K jeho vzniku vedla nespokojenost s velkým počtem strun v té době ještě jedenáctisborové loutny.
Janáčkova akademie múzických umění v Brně v roce 2019 mezi jinými nástroji koupila i jednu mandoru: "Studenti loutny mohou experimentovat s loutnovým nástrojem, který se používal hlavně na Moravě v 18. století a byl nazýván Mandora. Nově mají k dispozici také renesanční loutnu."